# Soundbar
Soundbar – przystawka umieszczana najczęściej nad lub pod ekranem telewizora. Dokładniej jest to zintegrowany system audio, niewymagający od użytkownika żadnej wiedzy na temat planowania rozmieszczenia elementów nagłośnienia. Zajmuje on zdecydowanie mniej miejsca niż pełny zestaw kina domowego. Soundbary możemy podzielić na dwa rodzaje. Pierwszy z nich to soundbary proste, zaś drugie to soundbary zagięte dedykowane do telewizorów z wygiętym ekranem.
Wewnątrz urządzenia wbudowanych jest od 2 do 12 głośników o różnym położeniu i kącie nachylenia, co pozwala nie tylko na osiągnięcie czystego i wyraźnego dźwięku, ale także w niektórych urządzeniach na uzyskanie imitacji dźwięku przestrzennego. Przykładem takiego soundbaru jest Yamaha YAS-201. Funkcjonalność dodatkowo rozszerzona jest o możliwość sterowania soundbarem za pomocą telefonu (smartfona), tabletu a nawet komputera.
Soundbary projektowane są tak, aby przy maksymalnej funkcjonalności zachować prostotę obsługi. Do podłączenia urządzenia nie jest wymagana specjalistyczna wiedza. Znaczna większość urządzeń dostępnych na rynku wymaga jedynie podłączenia interfejsu HDMI (bądź wejścia optycznego). Całość współpracuje z systemem 2.1, 5.1 oraz 7.1.
Oprócz podziału soundbarów na proste i zagięte, możemy również wyodrębnić te z wbudowanym głośnikiem niskotonowym, subwooferem wolnostojącym oraz na te pozbawione głośnika basowego. Najgłębszy bas uzyskać można z subwoofera wolnostojącego, bowiem rozmiar głośnika nie jest ograniczony przez wymiary soundbaru. Subwoofer może być bezprzewodowy lub podłączany za pomocą specjalnego przewodu.
Najczęściej spotykanymi systemami poprawiającymi jakość dźwięku wydobywającego się z soundbaru Virtual Surround Sound, który odpowiada za imitowanie dźwięku surround, Crystal Amplifier Plus odpowiadający za generowanie krystalicznie czystego dźwięku oraz dodatkowo możliwość regulacji tonów wysokich i niskich i korektor dźwięku.
Większość urządzeń typu soundbar charakteryzuje się estetycznym i nowoczesnym wyglądem.